# Dictyophara sordida
Dictyophara sordida är en insektsart som beskrevs av Jensen-haarup 1920. Dictyophara sordida ingår i släktet Dictyophara och familjen Dictyopharidae. Inga underarter finns listade i Catalogue of Life.